# Unterseeboot 905
L'Unterseeboot 905 ou U-905 est un sous-marin allemand (U-Boot) de type VIIC utilisé par la Kriegsmarine pendant la Seconde Guerre mondiale.
Le sous-marin est commandé le 6 août 1942 à Hambourg (H. C. Stülcken Sohn), sa quille posée le 26 janvier 1943, il est lancé le 20 novembre 1943 et mis en service le 8 mars 1944, sous le commandement de l'Oberleutnant zur See Heinz-Ehler Brüllau.
L'U-905 n'endommage ni ne coule aucun navire au cours des deux patrouilles (76 jours en mer) qu'il effectue.
Il est coulé par la Royal Navy dans l'Atlantique Nord, en mars 1945.

## Conception
Unterseeboot type VII, l'U-905 avait un déplacement de 769 tonnes en surface et 871 tonnes en plongée. Il avait une longueur totale de 67,10 m, un maître-bau de 6,20 m, une hauteur de 9,60 m et un tirant d'eau de 4,74 m. Le sous-marin était propulsé par deux hélices de 1,23 m, deux moteurs diesel Germaniawerft M6V 40/46 de 6 cylindres en ligne de 1 400 cv à 470 tr/min, produisant un total de 2 060 à 2 350 kW en surface et de deux moteurs électriques Brown, Boveri & Cie GG UB 720/8 de 375 cv à 295 tr/min, produisant un total 550 kW, en plongée. Le sous-marin avait une vitesse en surface de 17,7 nœuds (32,8 km/h) et une vitesse de 7,6 nœuds (14,1 km/h) en plongée. Immergé, il avait un rayon d'action de 80 milles marins (150 km) à 4 nœuds (7,4 km/h; 4,6 milles par heure) et pouvait atteindre une profondeur de 230 m. En surface son rayon d'action était de 8 500 milles nautiques (soit 15 700 km) à 10 nœuds (19 km/h).
 L'U-905 était équipé de cinq tubes lance-torpilles de 53,3 cm (quatre montés à l'avant et un à l'arrière) et embarquait quatorze torpilles. Il était équipé d'un canon de 8,8 cm SK C/35 (220 coups) et d'un canon antiaérien de 20 mm Flak. Il pouvait transporter 26 mines TMA ou 39 mines TMB. Son équipage comprenait 4 officiers et 40 à 56 sous-mariniers.

## Historique
Il passe sa période d'entraînement initial à la 31. Unterseebootsflottille jusqu'au 30 novembre 1944, puis rejoint son unité de combat dans la 11. Unterseebootsflottille.
Du 1er au 10 décembre 1944, l'U-905 effectue de courts trajets de quatre et de deux jours entre Kiel, Horten et Kristiansand. Sa première patrouille commence le 11 décembre 1944 au départ de Kristiansand, durant cinquante-deux jours. Le sous-marin patrouille autour des îles britanniques, ne rencontrant aucun navire ennemi. Le 31 janvier 1945, l'U-905 accoste au port de Bergen.
Le 1er février 1945, l'U-905 quitte Bergen pour Trondheim.
Il quitte Trondheim le 13 mars 1945 pour sa deuxième patrouille au nord de l'Écosse. L'U-905 coule le 27 mars 1945 au nord du bras de mer The Minch à la position 58° 34′ N, 5° 46′ O, par des charges de profondeur de la frégate britannique HMS Conn (K509) (en).
Les quarante-cinq membres d'équipage meurent dans cette attaque.

## Affectations
- 31. Unterseebootsflottille du 8 mars 1944 au 30 novembre 1944 (Période de formation).
- 11. Unterseebootsflottille du 1er décembre 1944 au 27 mars 1945 (Unité combattante).

## Commandement
- Oberleutnant zur See Heinz-Ehler Brüllau du 8 mars 1944 au 26 juin 1944.
- Oberleutnant zur See Bernhard Schwarting du 27 juin 1944 au 27 mars 1945.

## Patrouilles
|       | Commandant                | Départ            | Départ       | Arrivée          | Arrivée      | Jours    | Succès |
| ----- | ------------------------- | ----------------- | ------------ | ---------------- | ------------ | -------- | ------ |
|       | Oblt. Bernhard Schwarting | 1er décembre 1944 | Kiel         | 4 décembre 1944  | Horten       | 4 jours  |        |
|       | Oblt. Bernhard Schwarting | 9 décembre 1944   | Horten       | 10 décembre 1944 | Kristiansand | 2 jours  |        |
| 1     | Oblt. Bernhard Schwarting | 11 décembre 1944  | Kristiansand | 31 janvier 1945  | Bergen       | 52 jours |        |
|       | Oblt. Bernhard Schwarting | 1er février 1945  | Bergen       | 3 février 1945   | Trondheim    | 3 jours  |        |
| 2     | Oblt. Bernhard Schwarting | 13 mars 1945      | Trondheim    | 27 mars 1945     | Coulé        | 15 jours |        |
| Total | Total                     | Total             | Total        | Total            | Total        | 76 jours | 0 t    |

Note : Oblt. = Oberleutnant zur See